# Groklaw
Groklaw war eine Website und Online-Magazin, die das Ziel verfolgte, die Prinzipien freier Software juristisch zu beleuchten; in diesem Zusammenhang wurde auch Patentierbarkeit von Software regelmäßig thematisiert. Das von der amerikanischen Anwaltsgehilfin Pamela Jones gestartete Projekt wurde sehr schnell populär, als es kurz nach dem Start begann, die rechtliche Auseinandersetzung SCO gegen Linux um angebliche Urheberrechtsverletzungen im Quelltext des Betriebssystems Linux zu untersuchen.
Der Schwerpunkt lag bei Groklaw im Suchen und Zusammenstellen von Fakten. Da sich die Mitglieder des Projekts aus Programmierern, Juristen und Anwaltsgehilfen zusammensetzten und das Projekt gleichzeitig offen war, ermöglichte es einen Brückenschlag zwischen Menschen mit technischem Wissen und mit juristischem Verständnis.
2007 wurde das Projekt mit dem Free Software Award for Projects of Social Benefit der Free Software Foundation „für den Aufbau einer ergiebigen Quelle für rechtliche und technische Informationen für Entwickler, Anwälte, Professoren und Historiker“ ausgezeichnet, 2008 erhielt es eine „Anerkennung“ des Prix Ars Electronica in der Kategorie Digital Communities.
Nachdem Jones zuerst angekündigt hatte, die Arbeit an der Website zum 16. Mai 2011 einzustellen, übergab sie die Führung an Mark Webbink, ehemaliger Chefjurist von Red Hat. Im Zuge dieses Wechsels sollte Groklaw auch offener für die Community werden, indem z. B. Studenten und Professoren Beiträge veröffentlichen können sollten.
Am 20. August 2013 erschien auf der Website ein Artikel, in dem angekündigt wurde, dass Groklaw geschlossen wird. Als Grund wurde die zunehmende Überwachung des Internets genannt und dabei auch auf die vorangegangene Entscheidung von Lavabit zu dessen Schließung verwiesen.